# راي بيري
راي بيري (بالإنجليزية: Ray Berry)‏ هو لاعب كرة قدم أمريكية أمريكي، ولد في 28 أكتوبر 1963 في لوفينغتون في الولايات المتحدة.

## وصلات خارجية
- راي بيري على موقع مرجع كرة القدم المحترفة.كوم (الإنجليزية)